# 御定道德經註
《御定道德經註》，原名《御註道德經》，為清朝官修附注《道德經》版本。清世祖順治帝御撰注文，順治十三年（1656年）二月由大學士成克鞏編輯成書，共二卷，分為上下篇。
許多文人攻讀儒家經傳之餘，閱讀《道德經》調劑情緒，「如清解煩熱之劑」又不流於「偏駁悠謬」，因此歷代為《道德經》論述作注者也多；至明朝焦竑編《老子翼》，採集了六十四家注。然而一般諸家注釋多出自個人揣摩，或加入鬼神怪誕之內容、或表達虛無思想、或轉而講解道教修練丹法、或夾雜軍事謀略，各種注文內容混亂不一。於是順治帝以尋常日用的事理及語句作注，親切且清楚闡明《道德經》原文，「一言之善，必旁資其用」，俾使讀者心思平復而回歸淳樸。
乾隆年間編入《欽定四庫全書薈要》第一萬一千八十二卷時改名《御定道德經註》。

## 格式
- 四部類目：子部，道家類，先秦學說之屬。
- 現存版本：順治十三年內府刊本、乾隆間寫文淵閣四庫全書本、乾隆間寫四庫全書薈要本。
- 卷數：二卷。
- 冊數：一冊或二冊。
- 裝訂：線裝。
- 版面：
  - 順治十三年內府刊本：每頁面八行，每行十六字。若用小字則雙行，字數相同。行格四周雙烏絲欄，板心粗黑口、逆黑魚尾，中縫上記書名「御註道德經」，下為篇次、頁次。
  - 乾隆四十九年摛藻堂四庫全書薈要寫本：每頁面八行，每行二十一字。若用小字則雙行，字數相同。行格四周雙欄，板心花口、單魚尾，中縫上記「欽定四庫全書」，下為「御定道德經註」及篇次、頁次。